# موسیقی سنتی چین

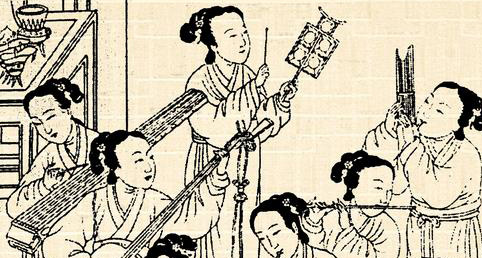
موسیقی سنتی چینی

موسیقی سنتی چینی (به چینی:中國傳統音樂 تلفظ: Zhōngguó chuántǒng yīnyuè به انگلیسی:Chinese traditional music) شامل ژانرهای مختلف موسیقی است که برای نسل‌ها در چین به ارث رسیده‌است. به‌طور خاص، این اصطلاح به ژانرهای موسیقی سرچشمه گرفته از قبل از سلسله چینگ اشاره دارد. با توجه به ظاهر، ژانرها را می‌توان به گروه موسیقی‌ها، سازهای تکنوازی، تئاتر، شوچانگ، موسیقی رقص و آهنگ طبقه‌بندی کرد.اکنون این طبقه‌بندی اصلی در زمینه تحقیق و آموزش است.ژانرها نیز می‌توانند با توجه به تعبیرات فرهنگی یا هدف آنها، به موسیقی ادبیات، موسیقی عامیانه، موسیقی مذهبی و موسیقی قصر طبقه‌بندی شوند.

## گروه موسیقی ها[۷]
- موسیقی نانگوان (Nanguan)
- موسیقی معبد ژیهوا (Zhihua)
- موسیقی زهی تئوچو (Teochew)

## سازهای تکنوازی[۸][۹]
- گوچین (Guqin)
- پیپا (Pipa)

## موسیقی‌های نمایشی (تئاتر)[۱۰][۱۱]
- کونکیو (Kunqu)
- اپرا پکن (Peking opera)

## موسیقی رقص[۱۲]
- موکوام (Muqam)